# Uwe Mund
Uwe Mund (20 de marzo de 1941, Viena) es un director de orquesta austriaco. A la edad de catorce años ofreció su primer concierto como pianista y a los dieciséis comenzó sus estudios de conducción y composición.
A la edad de veinte años se convirtió en el conductor del Coro de niños cantores de Viena, con el que hizo giras por Europa y Estados Unidos. También fue conductor de la Corte Musical de Viena (Wiener Hofmusikkapelle), cuyo origen se remonta a la Edad Media. Fue huésped cotidiano como titular en la Ópera Estatal de Viena y conductor asistente de la Asociación de Cantantes Vieneses en 1963. De 1977 a 1988 fue director musical del Teatro Musical de Gelsenkirchen (Musiktheater im Revier), donde su trabajo y pasión en sus ejecuciones son consideradas como características de una época propia.
Mund también fue director musical del Gran Teatro del Liceo de Barcelona de 1987 a 1994, donde fue abucheado durante la representación de "La Traviata" en 1992, lo que provocó su negativa a dirigir la ópera "Carmen", un año después.
Ha sido conductor invitado en diferentes casas de ópera y desde 1998 es director musical de la Orquesta Sinfónica de Tokio.